# Brad Bufanda
Brad Bufanda (születési neve: Fred Joseph Bufanda III) (Upland, Kalifornia, 1983. május 4. – Los Angeles, 2017. november 1.), amerikai színész.
34 évesen öngyilkos lett, leugrott egy Los Angeles-i épület tetejéről a South Fuller sugárút közelében.

## Filmjei

### Mozifilmek
| Év   | Cím                      | Szerep         | Megjegyzés |
| ---- | ------------------------ | -------------- | ---------- |
| 1997 | Tripla sárkány           | Steve          |            |
| 1995 | Little Lost Sea Serpent  | Tommy Rockwell | videófilm  |
| 2004 | Los Angeles-i tündérmese | David          |            |
| 2004 | Debating Robert Lee      | Richard Alanzo |            |
| 2008 | Stone & Ed               | Carlos         |            |
| 2012 | The Grief Tourist        | Manny          |            |
| 2017 | Garlic & Gunpowder       | Robert         |            |
| 2018 | Stan the Man             | Cooper         |            |

### Televízió
| Év        | Cím                     | Szerep            | Megjegyzés                                    |
| --------- | ----------------------- | ----------------- | --------------------------------------------- |
| 1995      | ABC Weekend Specials    | Todd Yazzi        | A "The Secret of Lizard Woman" című részben   |
| 1995      | Roseanne                |                   | A"The Last Thursday in November" című részben |
| 1996      | The Blackberry Inn      | Bradley B         |                                               |
| 2001      | Emeril                  | The boy           | A "Halloween" című részben                    |
| 2002      | Even Stevens            | Lloyd Offler      | A "Hutch Boy" című részben                    |
| 2002–2003 | Days of Our Lives       | Joe               | 5 részben                                     |
| 2002      | Dismissed               | Brad (uncredited) | A "Dismissed at the Circus" című részben      |
| 2002      | Birds of Prey           | Tough kid         | A "Three Birds and a Baby" című részben       |
| 2003      | Már megint Malcolm      | Kölyök #2         | A "Long Drive" című részben                   |
| 2003      | Miracles                | Jay/Jock          | A "The Bone Scatterer" című részben           |
| 2003      | CSI: Miami helyszínelők | Brad Dawson       | A "The Best Defense" című részben             |
| 2003      | Boston Public           | Cash              | A "Chapter Seventy-Two" című részben          |
| 2004–2006 | Veronica Mars           | Felix Toombs      | 10 részben                                    |
| 2005      | Már megint Malcolm      | Luger Bob         | A "Dewey's Opera" című részben                |
| 2008–2010 | Co-Ed Confidential      | Larry             | (2-4. évadban); 38 részben                    |

## További információ
- Brad Bufanda a PORT.hu-n (magyarul)
- Brad Bufanda az Internetes Szinkronadatbázisban (magyarul)
- Brad Bufanda az Internet Movie Database-ben (angolul)
- Brad Bufanda a Rotten Tomatoeson (angolul)
- YouTube-videó. YouTube